# Enochrus mexicanus
Enochrus mexicanus är en skalbaggsart som först beskrevs av Sharp 1882.  Enochrus mexicanus ingår i släktet Enochrus och familjen palpbaggar. Inga underarter finns listade i Catalogue of Life.